# 洞角

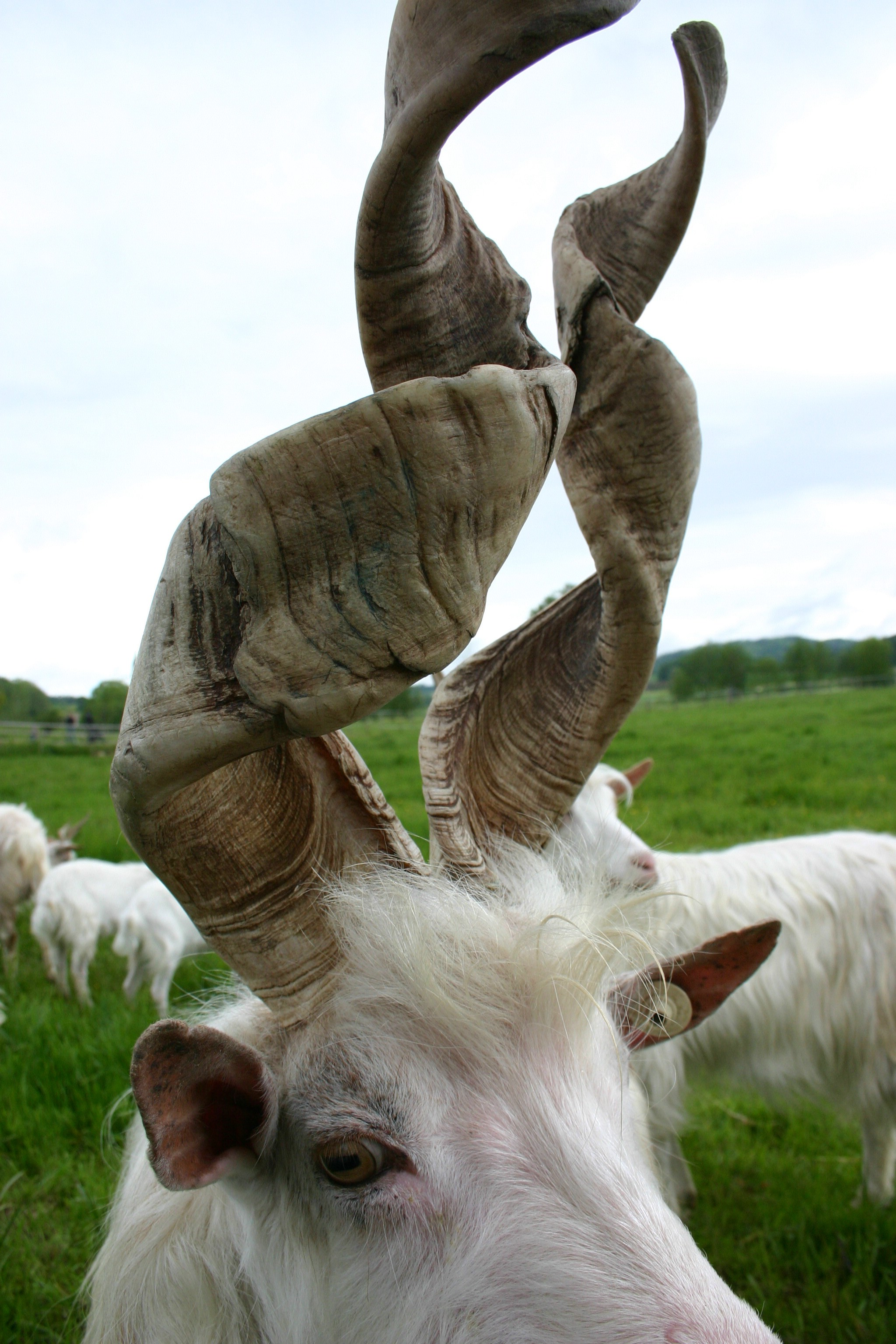
山羊的螺旋角

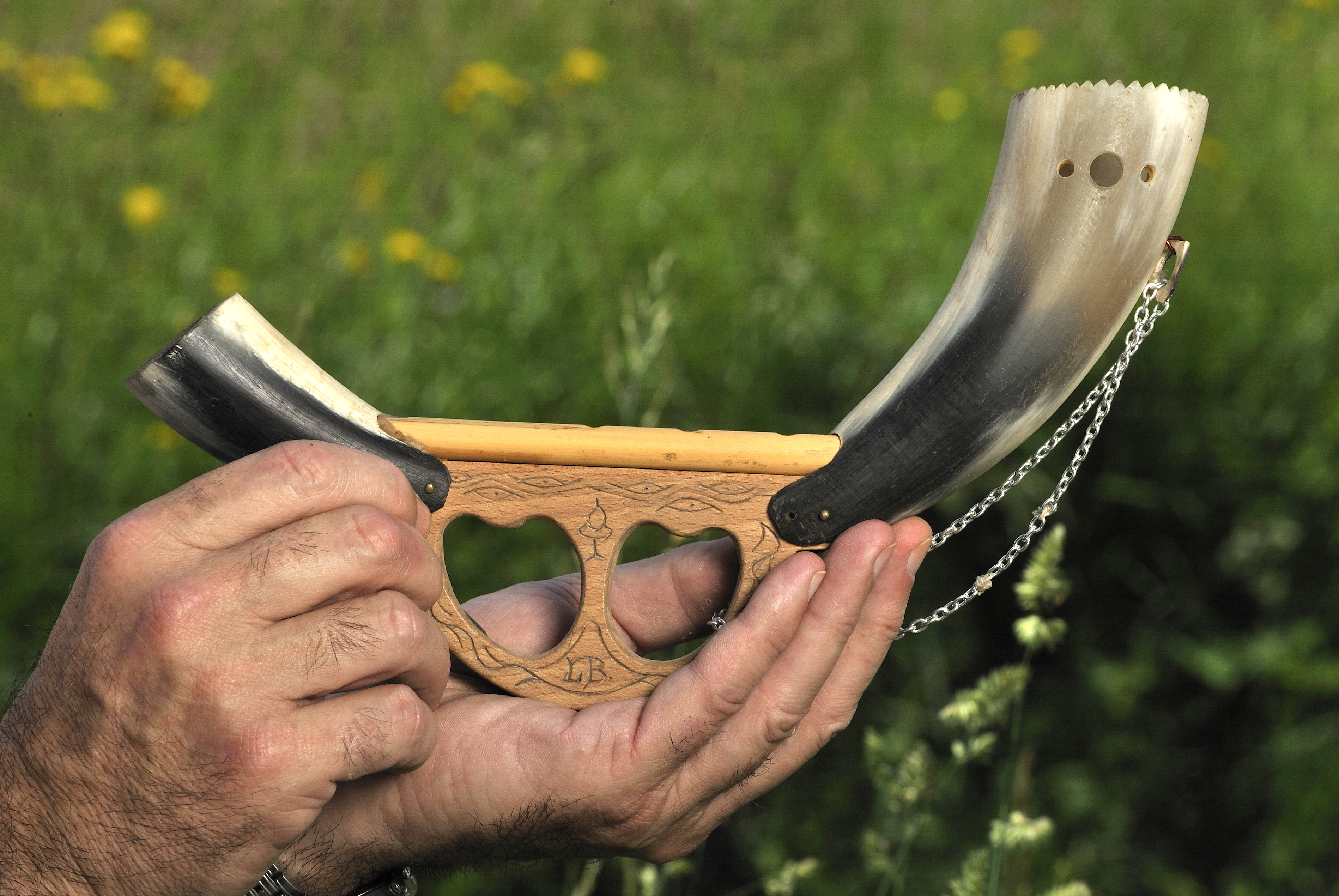
以洞角製成的巴斯克号管

洞角（英語：horn）是牛科动物（牛、羊、羚等）頭上堅硬的突起物（犄角）。

## 特点
洞角一般不分叉，由两部分组成：骨质的芯和角质的鞘；骨质芯表面有一层皮肤。通常两性都长洞角。某些蜥蜴（如角蜥）和恐龙（如角龙亚目）亦具有洞角。
洞角一般是永久性的，不会脱落。叉角羚角虽然结构与牛科动物的洞角类似，但是有分叉，而且角质鞘会每年脱落更新，因此有时算作洞角，有时算作一种介于洞角和鹿角之间的特殊类别的角。

## 作用
洞角可以作為武器，用來攻擊、防衛、威嚇，也能建立在族群中的地位，可以與同類雄性競爭以爭奪雌性。

## 用途
洞角可以用于制作乐器、容器、装饰品，水牛角可以做成印鑑。

## 虛構的洞角
一些虛構生物或神鬼也长有洞角，如中国神话中的獬豸，西遊記中的金角大王和銀角大王，西方神话中的潘、独角兽、魔鬼，日本神话中的鬼等等。

## 其他类型的角
鹿角没有角质层，只有骨质实角。新角表面有一层皮肤，长成后皮肤脱落。骨质实角也会每年脱落更新。
长颈鹿科的角由骨质角和外部包圍的皮膚组成，称为皮骨角。
犀角是完全由角质纤维凝合而成，没有骨质芯，终生也不会脱换，称为表皮角。
鳥類中的馬來犀鳥頭上有一個銅盔狀、類似角的突起，叫做盔突。
甲蟲中的獨角仙、兩棲類中的蛙、魚類中的箱魨科也有类似“角”的构造。一角鲸的角則是變異的牙齿。